# Gromia sphaerica
Gromia sphaerica — вид велетенських черепашкових одноклітинних організмів роду Gromia з групи різарій. Відкритий у 2000 році в ході досліджень дна Аравійського моря на глибині понад 1000 м. Вид виявлений також поблизу острова Малий Сан-Сальвадор з групи Багамських островів.

## Опис

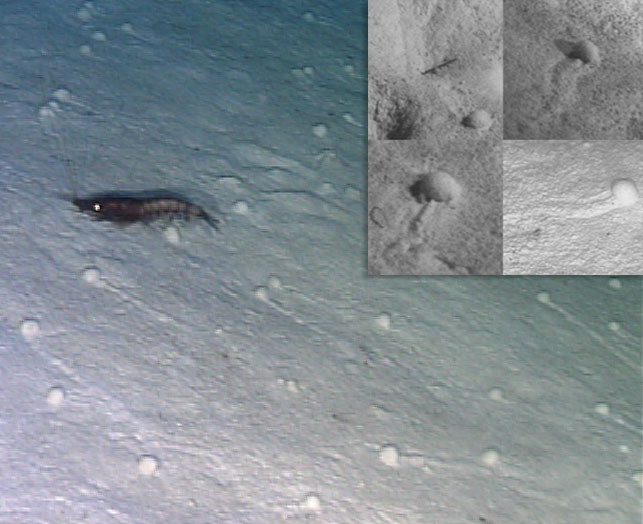
Декілька екземплярів G. sphaerica на морському дні. Креветку, що має довжину близько 10 см., показано для порівняння. У верхньому правому куті зображено сліди пересування цих організмів

Раковина сферична (в особин з Аравійського моря правильної кулястої форми, у багамських зразків — витягнута, нагадує виноградину), темно-зеленого кольору, напівпрозора, з пористою структурою. Діаметр раковини — від 4,7 до 38 мм. Цитоплазма, органели та включення перетравлюваних поживних речовин сконцентровані в тонкому шарі, що зсередини вистеляє раковину. Рідина, що заповнює цей «міхур», практично позбавлена будь-яких видимих структур. Через рівномірно розподілені по поверхні раковини пори з неї виходять псевдоподії, що призначені для пошуку поживних речовин і пересування.

## Сліди
Під час вивчення багамської популяції G. sphaerica 2008 року було виявлено характерні сліди повзання завдовжки до 50 см, залишені в м'якому осаді на морському дні. Ці сліди дуже нагадують викопні сліди живих організмів (іхнофосилії) докембрійського віку, зокрема, знахідки з австралійського гірського хребта Стерлінг, вік яких становить близько 1,8 млрд років тому. Раніше вважалося, що такі сліди могли залишити лише багатоклітинні організми з двобічною симетрією тіла (Bilateria), предки сучасних тварини, однак у світлі відкриття велетенських одноклітинних такі погляди, можливо, підлягають перегляду[джерело?].